# Edward Jan Montalbetti

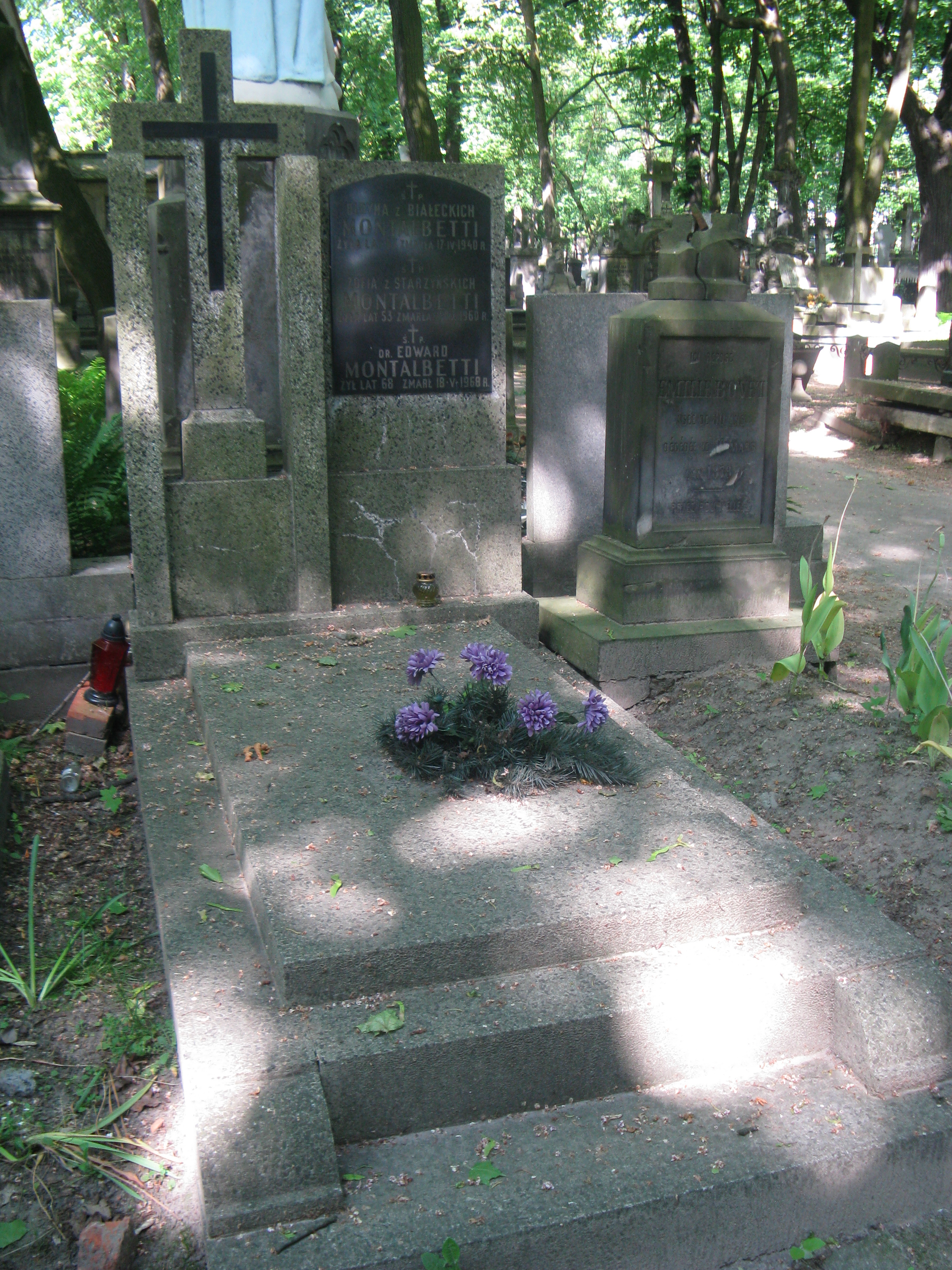
Grób Edwarda Montabletti na cmentarzu Powązkowskim

Edward Jan Montalbetti (ur. 9 stycznia 1900 w Niżniowie, zm. 18 maja 1968 w Warszawie) – polski prawnik, ubezpieczeniowiec. 
Absolwent Politechniki Lwowskiej, działacz akademicki: założyciel Polskiej Korporacji Akademickiej Scythia, działacz Związku Akademickiego Młodzież Wszechpolska (członek Zarządu Koła Lwowskiego MW 1924/25), wiceprezes Bratniej Pomocy Studentów Politechniki Lwowskiej 1923/24, prezes Akademickiej Centrali Samopomocowej 1923/24, prezes Czytelni Akademickiej we Lwowie 1925/26, delegat na IV Zjazd Ogólnoakademickie NZPMA w 1925 r., zamieszkały w Warszawie. 
Zmarł 18 maja 1968 Warszawie, pochowany na Starych Powązkach w Warszawie (kwatera 163-1-2).